# Iulia Procilla
Iulia Procilla († Anfang 69) war die Mutter von Gnaeus Iulius Agricola, des Schwiegervaters des bekannten Historikers Tacitus, der von etwa 77 bis 84 n. Chr. römischer Statthalter von Britannien war.

## Leben
Iulia Procilla war die Tochter eines aus der römischen Provinz Gallia Narbonensis stammenden kaiserlichen Prokurators, der dem Stand der Ritter angehörte. Wahrscheinlich lautete der Name ihres Vaters entweder Iulius Procillus oder Iulius Proculus.
Sie wurde die Gattin des unter Kaiser Tiberius in den Senat aufgenommenen Lucius Iulius Graecinus, der auch literarisch als Verfasser eines Werks über den Weinbau hervortrat. Am 13. Juni 40 n. Chr. brachte sie in Forum Iulii (heute Fréjus) ihren Sohn Gnaeus Iulius Agricola zur Welt. Dessen Vater Graecinus war aber bereits Ende 39 oder 40 n. Chr. auf Befehl des Kaisers Caligula hingerichtet worden.
Agricola wuchs von frühester Jugend an in Massilia (dem heutigen Marseille) auf und wurde hier von seiner Mutter vorzüglich erzogen. Er erhielt auch eine schöngeistige Ausbildung, doch setzte Iulia Procilla ihrem Sohn bei dessen ausgeprägtem Interesse für das Studium der Philosophie Schranken.
In den Wirren des Vierkaiserjahres wurde Iulia Procilla Anfang 69 n. Chr., als sie sich auf ihrem Landsitz in Album Intimilium an der Küste Liguriens befand, von plündernden Truppen der Flotte des Kaisers Otho ermordet.